# Maria Stromberger
Maria Stromberger, née le 16 mars 1898 à Metnitz et morte le 18 mai 1957 à Bregenz, est une infirmière autrichienne surtout connue pour avoir soutenu les détenus et leur mouvement de résistance au camp de concentration d'Auschwitz pendant la Shoah. Après avoir suivi une formation d’infirmière à la fin des années 1930, elle apprend les mauvais traitements infligés aux Juifs et à d’autres personnes dans la Pologne occupée par les nazis . Souhaitant aider les persécutés, elle demande son transfert en Pologne et accepte le poste d'infirmière en chef des officiers SS du camp pour aider les détenus.

## Biographie
Maria Stromberger est la fille de Maria Lapeiner et de Franz Seraphin Stromberger. Elle est la plus jeune de neuf enfants, dont trois sont morts en bas âge. Elle est élevée dans une famille catholique. Sa mère possède et exploite une auberge , tandis que son père travaille comme commis pour un marchand. La famille occupe une position privilégiée parmi les rares propriétaires fonciers de la ville, ayant hérité de maisons par les deux lignées parentales. Les Stromberger quittent Metnitz en 1899 et s'installent à Emmersdorf. Maria Stromberger tombe gravement malade à l'âge de six ans, mais se rétablit alors que l'on la croyait condamnée. La famille déménage un peu plus tard à Kappel am Krappfeld. Elle suit une formation d'institutrice peu avant la Première Guerre mondiale, mais ne fera pas carrière dans l'enseignement.
Maria Stromberger manifeste son intérêt pour une carrière d'infirmière depuis son enfance, mais elle ne commence ses études qu'en novembre 1937, à l'âge de 39 ans, au Sanatorium Bregenz-Mehrerau avant de se former pendant un an au sanatorium Mehrerau. C'est à cette époque que l'Autriche est annexée par l'Allemagne nazie. On ne sait pas si sa formation  comprenait un programme nazi sur la conception nazie de la race et de la génétique. Elle fréquente ensuite une école d'infirmières à Heilbronn de 1939 à 1940. Maria Stromberger commence son premier emploi d'infirmière à l'hôpital du district de Klagenfurt am Wörthersee le 10 octobre 1940.
Le 10 septembre 1941, elle part travailler à Amlach au Bezirkskrankenhaus, où elle s'occupe des blessés de la Wehrmacht . C'est là qu'elle apprend les mauvaises conditions de vie dans la Pologne occupée par les nazis. Profondément catholique, par charité chrétienne, elle demande son transfert en Pologne, qui est accepté le 1er mai 1942.
Le 1er juillet 1942, Maria Stromberger commence son service dans un hôpital spécialisé dans les maladies infectieuses à Chorzów. Parmi ses premiers patients figurent deux anciens détenus du camp de concentration d'Auschwitz atteints du typhus. Dans leur délire, ils parlent du camp. Après avoir récupéré, ils lui expliquent ce qu'ils ont enduré à Auschwitz et la supplie de garder le secret, pour ne pas mettre leur vie en danger. Lorsqu'elle apprend qu’il y avait des infirmières à Auschwitz, elle demande son transfert au camp malgré l'opposition de son médecin-chef et de sa famille. L'administration, percevant sa motivation comme une dévotion idéologique au national-socialisme, approuve sa demande. Aucun effort n’est fait pour vérifier si elle est membre du parti nazi, et il n’existe aucune preuve qu’elle l'ait jamais été.

### Camp de concentration d'Auschwitz
Marie Stromberger arrive à Auschwitz le 1er octobre 1942, en tant qu'infirmière de la Croix-Rouge allemande. Robert Mulka, un Hauptsturmführer, lui souhaite la bienvenue au camp et l'informe de son fonctionnement, tout en soulignant l'importance du secret. Elle est obligée de signer deux documents de confidentialité, dont un lui interdisant d'avoir des conversations avec les détenus ou de transmettre des messages en leur nom à l'extérieur du camp. Robert Mulka la prévient qu'elle « risque sa tête » si elle divulgue des informations sur le camp.
Maria Stromberger commence son travail le 30 octobre. Elle est affectée comme infirmière en chef pour les officiers (SS). Son intention initiale est de soigner les détenus, mais elle découvre qu'ils reçoivent des soins uniquement par des médecins détenus. Elle travaille à l'infirmerie SS où elle dirige les infirmières et les détenues qui y travaillent et dépend directement au chef du département médical du camp, Eduard Wirths. Outre les détenus, il y a environ une douzaine d'infirmières à l'infirmerie. Maria Stromberger est une cheffe stricte, conservant un comportement réservé et exigeant beaucoup de travail de la part de ceux qui sont sous son autorité. Elle arrive au milieu d'une épidémie de typhus à Auschwitz et la gravité de l'épidémie ainsi que le manque d'expertise en maladies infectieuses parmi le personnel médical font qu'elle devient rapidement indispensable. Depuis l'infirmerie, elle voit les détenus être transportés vers les chambres à gaz et les SS sur le toit avec le Zyclon B pour les exécuter. Elle peut les entendre crier alors qu'ils sont emmenés.

### Gagner la confiance des détenus

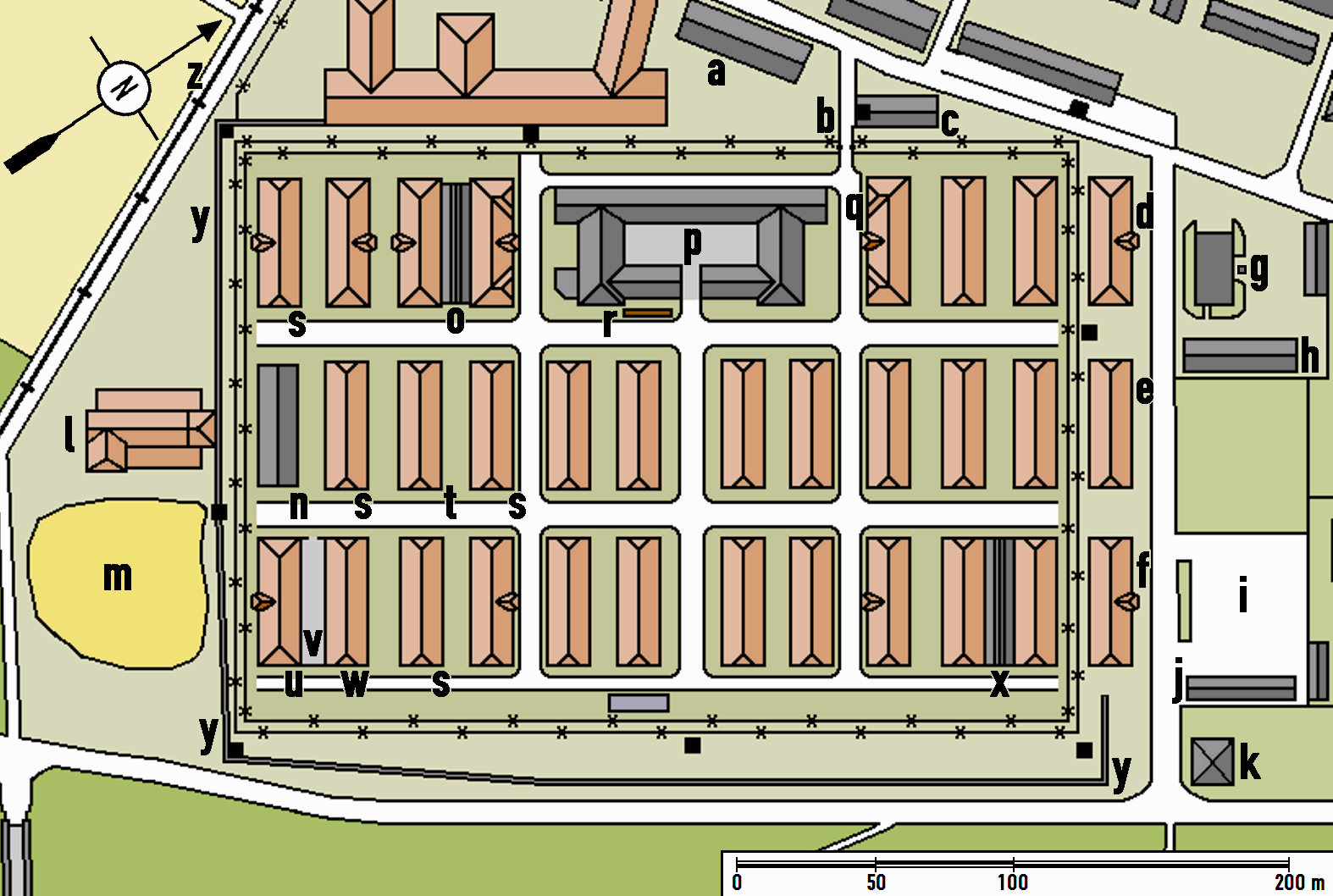
Le camp d'Auschwitz ; l'infirmerie SS (d) se trouve juste en face de la chambre à gaz (g) (en haut à droite).

Bien qu'elle ne soit pas autorisée à soigner les détenus, Maria Stromberger dialogue avec ceux qui travaillent à l'infirmerie SS. Ils se méfient d'elle depuis son arrivée. Elle gagne d'abord la confiance d'Edek Pys, qui travaille dans la cuisine de l'infirmerie. Alors qu'elle se tient près d'une fenêtre, Maria Stromberger voit une détenue se précipiter dans une clôture électrique et se faire abattre. Elle demande à Edek Pys pourquoi la détenue a fait cela. Il lui explique les conditions du camp et pourquoi tant de détenus se suicident,.
Edek Pys l'encourage à observer l'appel du soir, car la plupart des détenus sont dans un état pire que ceux avec lesquels elle travaille. Elle voit alors des détenus visiblement affamés et les corps de ceux qui sont morts en travaillant ce jour-là. Un autre détenu lui a demandé d'observer les membres des SS battre et mutiler des enfants juifs. Sa santé mentale est gravement affectée par cette vision et elle doit prendre plusieurs jours de congé de maladie. Les détenus commencent à lui faire confiance lorsqu'ils comprennent qu'elle ressent de l'horreur envers les SS. Dans un acte de défi, elle utilise son dialecte autrichien malgré l'interdiction nazie.

Elle prouve qu'elle mérite la confiance des détenus quand elle couvre deux d'entre eux ayant détourné du lait destiné aux officier SS. Elle affirme que c'est elle qui a donné l'ordre de détruire le lait avarié et propose à l'officier SS qu'il le boive s'il en doutait. Sans son intervention, les deux détenus auraient été condamnés à mort. Grâce au bouche à oreille, Maria Stromberger acquiert la confiance des détenus qui se renforce quand elle apporte son aide à Zbigniew Raynoch, un résistant polonais, dont la santé fragile, à son entrée dans le camp, lui donne peu de chances de survie.

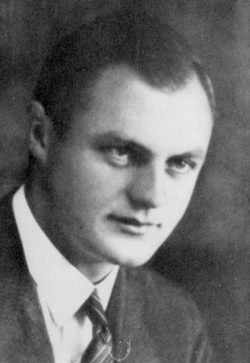
Eduard Wirths était le superviseur de Stromberger à Auschwitz.

Edek Pys devient le principal contact de Maria Stromberger parmi les détenus, et par son intermédiaire, elle entre en contact avec plusieurs autres détenus qui travaillent dans les quartiers des officiers SS. Elle a notamment contacté en secret Artur Radvanský, Kazimierz Albin, Hermann Langbein, Tadeusz Pietrzykowski et Stanisław Kłodziński. Elle estime que la charité chrétienne l'oblige à subvenir aux besoins des détenus. Elle programme ses visites dans différentes parties du camp de telle sorte qu'elles ne coïncident pas avec une présence SS, ce qui lui permet de fournir de la nourriture, des médicaments et des informations aux détenus pendant qu'elle vaque à ses tâches. Elle travaille avec Edek Pys et Edugeniusz Niedojadlo, pour détourner de la nourriture destinée aux officiers SS dont certaines des allocations spéciales réservées aux officiers infectés par le typhus, comme le chocolat et le champagne. Lorsqu'on l'avertit qu'elle risque d'être tuée pour ce qu'elle fait, elle répond que des personnes plus importantes sont déjà en train d'être tuées. Elle donne une clé de la pharmacie à Pietrzykowski afin qu'il puisse subtiliser des médicaments pour les autres en cas de besoin. Pour protéger les détenus travaillant à l'infirmerie de l'appel du soir, un rassemblement pouvant être mortel, qui dure des heures, elle insiste sur le fait qu'elle a besoin d'aide plus tard dans la nuit et les garde jusqu'à la fin de l'appel.
Edek Pys contracte le typhus à la fin de 1942. Ceux qui en sont malades sont souvent exécutés pour empêcher la propagation de la maladie. Maria Stromberger le cache dans la salle de bain de l'infirmerie SS en disant aux officiers que l'accès est interdit car elle est utilisée pour stocker les vêtements infectés des patients atteints du typhus. Il est finalement contraint d'aller à l'infirmerie des détenus, mais il n'est pas sélectionné pour être exécuté. Elle l'aide à s'acquitter de ses tâches pendant qu'il récupère ses forces.
L'Unterscharführer Alfred Kaulfuss commence à se méfier de Maria Stromberger et se met à la surveiller. Il la dénonce pour la première fois auprès de son supérieur, Eduard Wirths, en janvier 1943. Ce dernier prévient  Maria Stromberger que d'autres ont formulé des plaintes similaires et il l'avertit de la possibilité de devenir elle-même détenue si elle n'est pas plus prudente. Elle lui répond qu'elle est infirmière et non membre des SS et qu'il peut la dénoncer au Département politique si cela ne le satisfait pas. Elle demande ensuite un transfert. Eduard  Wirths l'apprécie et souhaite la garder comme infirmière. Il ignore les rapports et promet de la protéger. Alfred Kaulfuss insiste auprès d'Eduard Wirths, et Maria Stromberger demande à être présente pour entendre les accusations portées contre elle. Ce jour-là, elle déclare à Eduard Wirths et Alfred Kaulfuss que ce dernier a un jour déchiré, ivre, une photographie du commandant SS Heinrich Himmler et qu'il n'est pas en mesure de remettre en question la loyauté de qui que ce soit.

### Activité de résistance
Maria Stromberger apprend qu'il existe un mouvement de résistance actif qui fait sortir clandestinement des informations du camp et perturbe son fonctionnement. Son incapacité à communiquer avec l'extérieur rend difficile son action. Une faction de la résistance, le Groupe de combat d'Auschwitz, parvient à la faire adhérer au mouvement par l'intermédiaire d'Edek Pys
. Comme elle ne parle pas polonais, elle communique avec le groupe selon un code commun aux membres de la résistance.
Étant donné l'importance du poste de Maria Stromberger, parmi le personnel médical du camp, on lui accorde une grande liberté dans ses activités. Sa position l'autorise à se déplacer entre les différentes annexes du camp. Cela lui permet de recueillir des informations en entendant les conversations des officiers et des gardes, et grâce à ses contacts avec le commandant du camp, Rudolf Höss, qui la tient en haute estime. Elle fait de l'infirmerie un centre du mouvement de résistance. Elle surveille les officiers SS qui entrent à l'infirmerie et trouve des raisons pour expulser ceux qui sont trop dangereux.
Plusieurs autres incidents renforcent son désir d'aider les détenus. Elle manque de s'évanouir en voyant un homme ensanglanté après sa tentative d'évasion et l'interrogatoire qui a suivi. Puis, dans les premiers jours de 1943, Maria Stromberger voit trois camions remplis d’hommes nus, malades et affamés se diriger vers le crématorium. Elle est tourmentée de voir ces hommes emmenés vers la mort, sans pouvoir leur apporter son secours.
Au début de 1943, Maria Stromberger trouve des raisons pour pénétrer dans les zones réservées aux détenus du camp, où les infirmières ne sont pas autorisées ; elle rassemble des preuves de ce qui s'y passe et les fait sortir clandestinement. Elle transporte également des informations sur le camp, telles que des listes de personnes tuées, qui lui sont fournies dans des rapports acquis par Stanisław  Kłodziński et Hermann Langbein. Elle remet les informations à un agent de liaison à la gare Oświęcim ou dans une ville voisine. Pour la Résistance à l'extérieur du camp, elle est « Sœur » ou « S ».
À l'extérieur, elle recueille des informations pour les détenus et acquiert des rations et d'autres choses, notamment des pistolets, des munitions et des explosifs. Les armes ne seront finalement pas été utilisées, car le camp est libéré avant qu'un soulèvement ne puisse avoir lieu. Par crainte que ses paquets soient fouillés, elle fait entrer clandestinement des objets dans le camp en les cachant sous son uniforme d'infirmière. Elle introduit du poison, afin que les détenus puissent se suicider s'ils sont torturés.
En décembre 1943, Maria Stromberger fait entrer clandestinement du vin et du champagne dans l'infirmerie pour organiser une fête de Noël pour les détenus qui y travaillent. À la fête participent 17 détenus, dont des juifs et des communistes qui ne célèbrent pas cette fête. Maria Stromberger organise une fête de Noël similaire dans la chaufferie l'année suivante.
Alors que les massacres des Juifs s'intensifient à Auschwitz en 1944, les membres du personnel sont tenus de signer un document comprenant un engagement de soutien aux massacres. Maria Stromberger refuse de le signer, disant à Eduard Wirths que cela n'est pas conforme à la déontologie médicale. Il l'autorise à rayer cette disposition du document, contrairement aux membres du personnel.
Maria Stromberger envisage pour la première fois de fuir le camp au début de 1944, pour se réfugier en Suisse alors qu'il est en permission. Elle parle de son plan à Edek Pys, qui prévient le Groupe de combat d'Auschwitz et Zbigniew Raynoch la convainc de ne pas le faire. Elle prend deux semaines de congé en août et reste à Bregenz. Elle revient avec deux revolvers de son père, donnant l'un au chef du Groupe de combat et l'autre à Edek Pys.
Alors que l'Armée rouge avance en Pologne, les détenus cherchent à s'échapper, craignant que les SS ne les exterminent si le camp est sur le point d'être libéré. Maria Stromberger commence à accompagner Edek Pys à la pépinière de Rajsko lors de voyages pour obtenir des fleurs pour l'infirmerie. Cela lui donne l'occasion d'apprendre la disposition des lieux autour du camp pour une éventuelle évasion. Lorsque certains détenus planifient une évasion le 27 octobre 1944, Elle est l'une des rares à être au courant de leurs intentions.

### Maladie et départ
En décembre 1944, Stromberger est atteinte d'une périartérite et Edouard Wirths lui fournit de la morphine mais elle refuse de l'utiliser et son état empire. Harald Walser, son biographe, attribue au stress l'aggravation de sa maladie.
Lorsqu'un raid aérien allié sur le camp détruit l'infirmerie où elle a caché des documents et du matériel clandestin, elle les récupère avec l'aide d'un détenu avant qu'ils ne soient découverts.
En janvier 1945, Maria Stromberger reçoit l'ordre de se présenter au bureau SS à Berlin. Après un entretien avec une responsable de la Croix-Rouge, elle est mutée à l'hôpital neurologique de Prague. En y consultant un médecin, elle découvre qu'Edouard Wirths lui a diagnostiqué à tort une dépendance à la morphine. Les détenus qui ont travaillé avec elle, dont Edek Pys et Zbigniew Kłodziński pensent qu'Edouard Wirths a agi ainsi délibérément pour l'éloigner en toute sécurité du camp. Elle quitte Prague le 31 et rentre malade chez elle à Bregenz le 3 février.

### Arrestation par les alliées
La présence de Maria Stromberger à Auschwitz fait d'elle une suspecte dans les massacres de détenus. On pense qu'elle a aidé à exécuter des détenus en leur injectant du phénol. En avril 1945, des avis de recherche de Maria Stromberger apparaissent dans les journaux autrichiens. Elle est arrêtée et passe plusieurs semaines en prison avant d'être transférée dans un camp d'internement pour nazis à Rankweil. Sa santé s'améliore et elle passe ses journées à apprendre le français. Maria Stromberger écrit à Edek Pys en décrivant son internement, ce dernier contacte des personnes influentes qui ont été également été détenues à Auschwitz. L'un d'eux, Tadeusz Holuj, est rédacteur en chef du journal Echo Krakowa. Le journal publie un article en première page exigeant sa libération. Józef Cyrankiewicz, ancien chef de la résistance et futur Premier ministre de la Pologne communiste, négocie sa libération. Elle est libérée le 23 septembre 1946, après six mois de détention.
En 1947, elle est accueillie par des « ovations tonitruantes » à son retour en Pologne pour le procès de Rudolf Höss contre lequel elle témoigne.  Le commandant du camp d'Auschwitz est surpris d’entendre l’un de ses propres employés témoigner contre lui. Le procès reçois une couverture médiatique peu importante en Pologne, et son témoignage passe inaperçu, mais il dissipe l'idée qu'elle ait collaboré avec les SS.

### Fin de vie et mort
Maria Stromberger reste en contact avec les anciens détenus d'Auschwitz pendant le reste de sa vie.
Elle abandonne son métier d'infirmière. Pendant un temps, elle envisage de travailler comme massothérapeute mais devient cuisinière en Suisse puis enfin superviseuse dans une usine textile. Les anciennes détenues l'encouragent à chercher un meilleur emploi ou à les rejoindre en Pologne, mais elle doit s'occuper de sa sœur invalide et elle ne souhaite pas quitter l'Autriche.
Maria Stromberger est choquée par la réhabilitation des anciens nazis en Autriche et par le négationnisme. Elle est agacée par les nombreuses tentatives de Hermann Langbein de l'impliquer dans le Parti communiste d'Autriche, bien qu'elle l'ait aidé lorsqu'il recueillait des preuves pour arrêter le gynécologue d'Auschwitz Carl Clauberg dans les années 1950. Elle choisit de ne participer à aucune réunion avec les organisations de survivants de la Shoah, estimant que la présence d'un membre du personnel d'Auschwitz serait inappropriée.
Elle consacre son temps à son travail à l'usine textile ainsi qu'à son activité de masseuse indépendante. Elle meurt d'une crise cardiaque à Bregenz le 18 mai 1957. Conformément à ses dernières volontés elle est incinérée, en secret car cela est contraire aux enseignements catholiques de l'époque, et son urne est enterrée au cimetière d'Aescha le 31 août 1957. Edek Pys a émis l'hypothèse que Maria Stromberger souhaitait être incinérée en signe de solidarité avec les victimes de la Shoah.

## Postérité

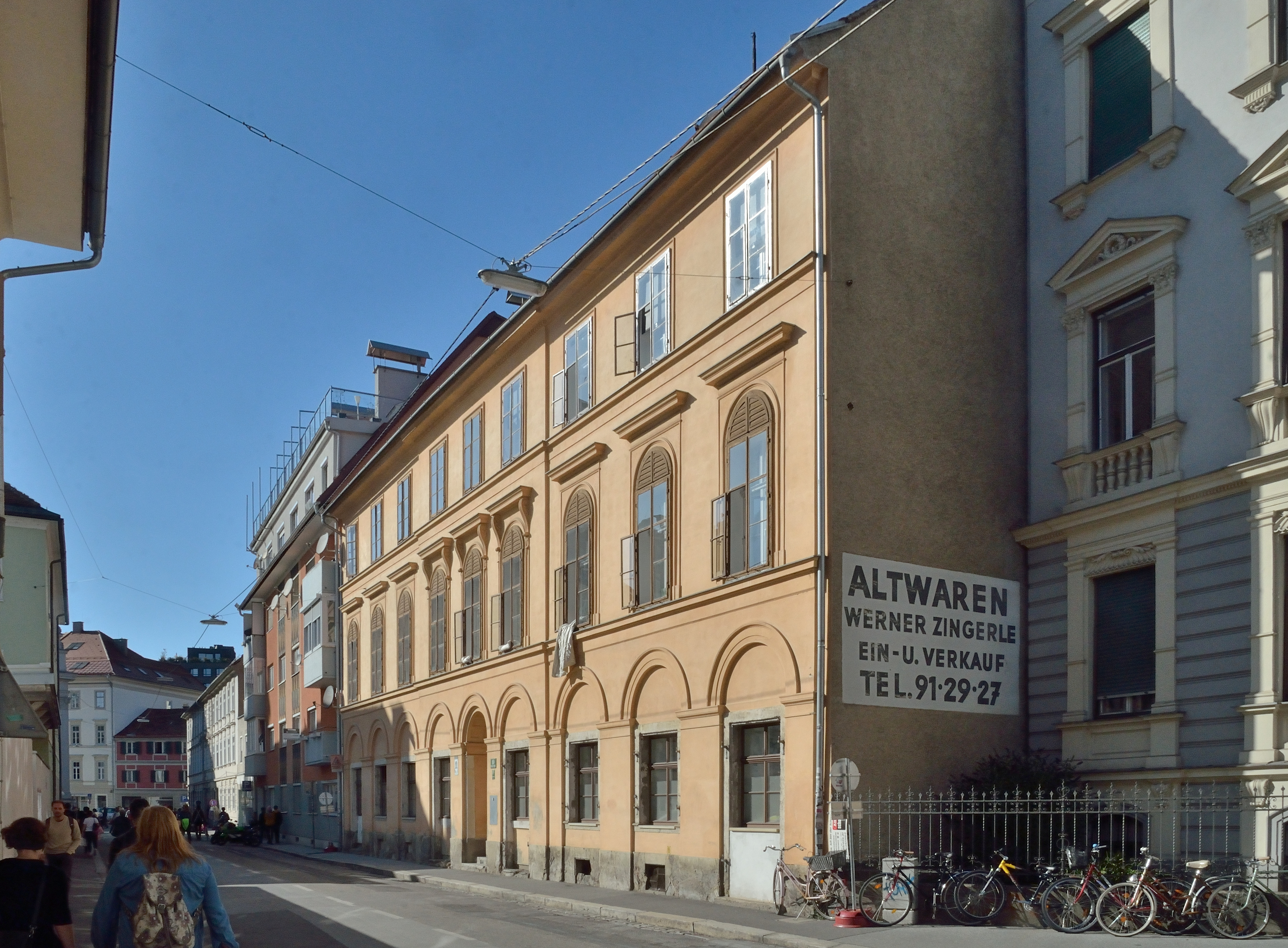
Kernstockgasse 10 en 2019, avant que la rue ne soit renommée Maria-Stromberger-Gasse en 2024

Son dévouement pour les détenus n'est découverte qu'après son départ d'Auschwitz. Elle est considérée comme une héroïne nationale parmi la résistance polonaisee, mais elle vivait très modestement en Autriche et elle rejetait toute idée d'être une héroïne. Sa posture apolitique l'empêche d'être reconnue au même titre que d'autres figures de la résistance. Elle a aidé à la fois les nationalistes et les communistes et aucun des deux ne la considère comme faisant partie à part entière de leurs mouvements respectifs. Elle a accepté cela, craignant que toute reconnaissance qu'elle aurait reçue de la part des communistes ne soit une tentative de récupérer son histoire à des fins politiques.
Des nécrologies la concernant ont été écrites dans des journaux autrichiens tels que le Volksstimme communiste et le Die Furche catholique, mais parmi les Autrichiens, l'étendue de ses actions à Auschwitz n'est connue que de quelques personnes. Les organisations de survivants de l'Holocauste ont envoyé de nombreuses lettres à sa famille pour lui exprimer leurs condoléances, et Edek Pys a déclaré que c'était comme si sa mère était morte. Elle  reçoit davantage d'attention au cours des décennies suivantes, notamment une reconnaissance lors de l'exposition autrichienne du musée national Auschwitz-Birkenau à partir de 1978. On la surnomme « L'Ange d'Auschwitz », un nom qu'elle partage avec une autre personne du camp, Angela Maria Autsch.

## Reconnaissance
- Maria Stromberger est nommée membre d'honneur de l'Union autrichienne des anciens prisonniers des camps de concentration peu après la fin de la guerre[86] et premier membre d'honneur de l'Association fédérale des antifascistes, résistants et victimes du fascisme autrichiens (KZ-Verband) lors du congrès de son comité exécutif en 1955[87].
- Elle est honorée lors d'une cérémonie célébrant le dixième anniversaire de la libération d'Auschwitz en janvier 1955.
- La Pologne lui rend hommage en 1956[88].
- Au monastère de Mehrerau, une plaque commémorative à son nom est inaugurée en mai 1995, et le monastère de Wernberg fait de même en 2016[89].
- Depuis 2024, un monument à son honneur est inauguré dans sa ville natale de Metnitz[90].
- À Graz, une rue porte le nom de Maria-Stromberger-Gasse depuis le 1er février 2024.